# المجلس الوطني اليهودي
المجلس الوطني اليهودي ((بالعبرية: ועד לאומי‏)، يعد فعد لومي ، المعروف أيضًا باسم مجلس الشعب اليهودي، كان المؤسسة التنفيذية الوطنية الرئيسية للجالية اليهودية (يشوب) داخل فلسطين الانتدابية، والمسؤول عن التعليم والحكم المحلي والرفاه والأمن والدفاع.

## التاريخ
تم تأسيس المجلس عام 1920، وهو نفس العام الذي تم فيه تأسيس الهستدروت والهاغانا، من أجل إدارة الشؤون المجتمعية اليهودية، وكان أول رئيس له هو الحاخام إبراهيم إسحاق كوك. تمت إدارة الشؤون المجتمعية اليهودية بشكل عام من خلال التسلسل الهرمي للمنظمات التمثيلية، بما في ذلك المجلس الوطني، ومن هذه المنظمات الأخرى مجلس النواب، الذي كان يضم 300 عضو اختاروا من بينهم أعضاء المجلس الوطني.

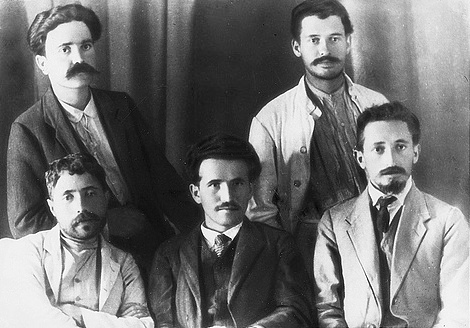
من اليسار إلى اليمين؛ يجلس يوسف حاييم برينر وديفيد بن غوريون واسحق بن تسفي، ويقف كل من A. Reuveni ، ويعقوب زيروبافيل (1912)

كما شارك أعضاء المجلس الوطني اليهودي في اجتماعات المجلس العام الصهيوني. مثلت المنظمة جميع الفصائل اليهودية الرئيسية تقريبًا، ولكن اعترضت مجموعات صغيرة على إنشاء قيادة مركزية في البداية، كما لم تنضم أغودات يسرائيل إلا عام 1935،[بحاجة لمصدر] ولم يتم الإعلان إلا عام 1946 عن أن اليهود السفارديم والتصحيحيين الصهاينة سيتوقفون عن رفض المشاركة في المجلس القومي اليهودي.[تحقق من المصدر]

### الدور في تأسيس إسرائيل
كانت القسم السياسي في المجلس مسؤول عن العلاقات مع العرب والوكالة اليهودية والمفاوضات مع الحكومة البريطانية، مع نمو يشوب تبنى المجلس المزيد من الاختصاصات، مثل التعليم والرعاية الصحية وخدمات الرعاية الاجتماعية والدفاع والأمن والتجنيد المنظم لصالح القوات البريطانية خلال الحرب العالمية الثانية. في الأربعينيات من القرن العشرين، تمت إضافة أقسام للتدريب البدني والثقافة والصحافة والمعلومات.   

جاء في تقرير لجنة التحقيق الأنجلو أمريكية الصادر في عام 1946 ما يلي: 
 «لقد تطور اليهود، تحت رعاية الوكالة اليهودية و JNC ، مجتمع قوي ومنسوج بإحكام. وهكذا توجد دولة يهودية غير إقليمية افتراضية لها أجهزتها التنفيذية والتشريعية. . .» 
 عندما تم إعلان دولة إسرائيل عام 1948، كان هذا الهيكل الإداري بمثابة أساس للوزارات الحكومية، وفي 2 مارس 1948 ، قال المجلس اليهودي الجديد: 
 «يبدأ العمل على تنظيم الحكومة المؤقتة اليهودية» 
 في 14 مايو 1948 (يوم انتهاء الانتداب البريطاني)، اجتمع أعضاء المجلس في متحف تل أبيب للفنون وصدقوا على إعلان قيام دولة إسرائيل، وشكل أعضاء المجلس الوطني الحكومة المؤقتة لدولة إسرائيل الناشئة.

## الأقسام
- القسم السياسي
- قسم التعليم
- قسم الصحة
- قسم المجتمعات
- الحاخامية
- قسم الرعاية الاجتماعية

## الرؤساء
- 1920-1929 دافيد يلين
- 1929-1931 بنحاس روتنبرغ
- 1939-1944 اسحق بن تسفي
- 1944-1948 ديفيد ريمز

## وصلات خارجية
- فاد لومي في المكتبة الافتراضية اليهودية
- برنامج الدراسات القطرية، في مكتبة الكونغرس
- حقائق عن تاريخ إسرائيل في وزارة الخارجية
- صرخة الأطفال في فلسطين
- بين الحربين العالميتين